# Poa bulbosa
La grama cebollera  (Poa bulbosa) es una herbácea de la familia de las poáceas.

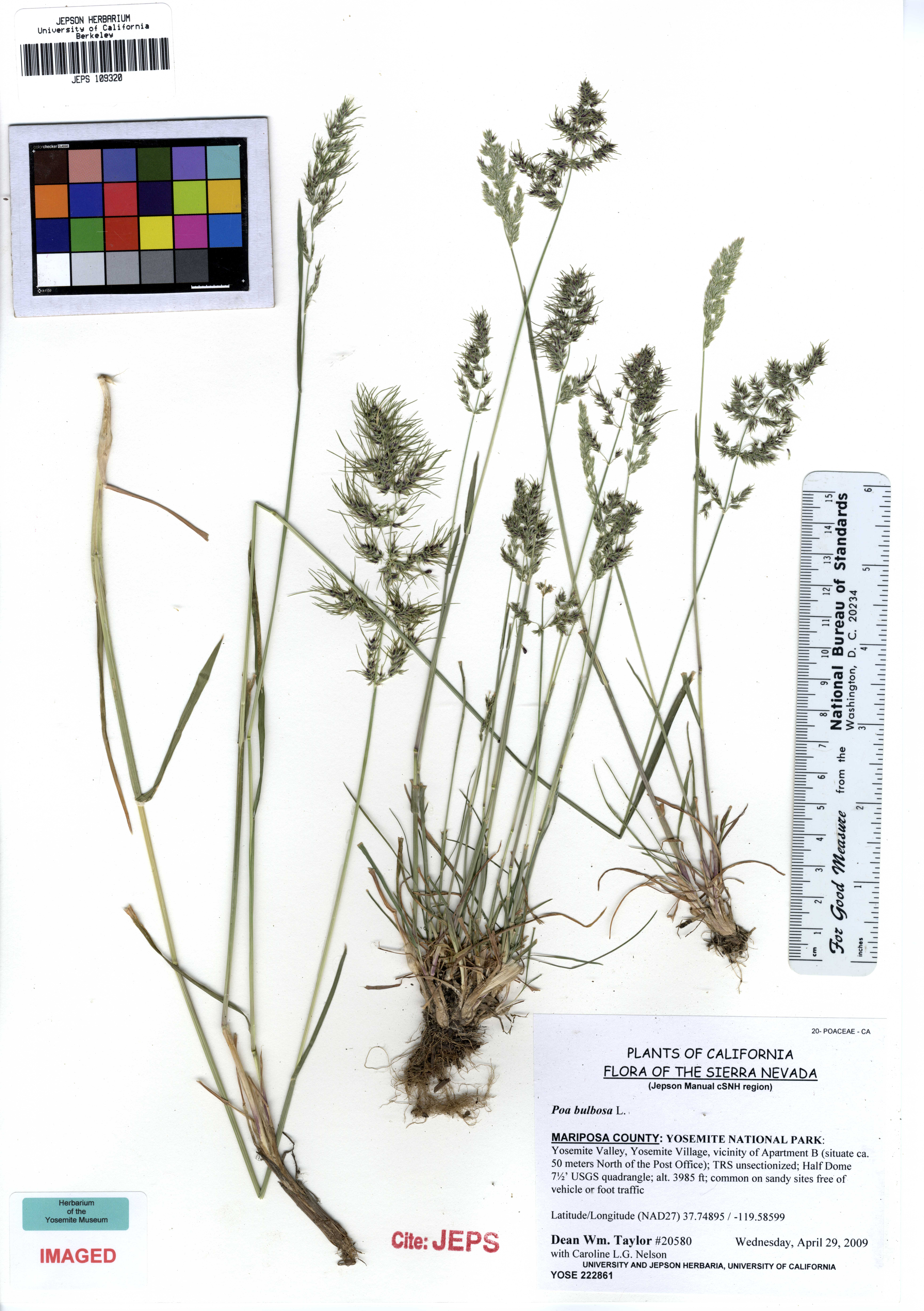
Detalle de la planta.

## Caracteres
Hierba perenne densamente cespitosa. Tallos bulbosos en la base, poco foliosos, lisos de 15-40 cm de altura. Hojas estrechamente lineares, planas o algo enrolladas en sentido transversal, envainantes, de hasta 2 mm de anchura. Flores en panícula de espiguillas más o menos laxa y piramidal o, en ocasiones ovoidea; espiguillas ovadas, a veces teñidas de púrpura, con -2-6 flores fértiles hermafroditas, frecuentemente vivíparas (pueden observarse plántulas que surgen de las espiguillas). Fruto en cariopsis.
Florece desde finales del invierno y hasta el verano.

## Distribución y Hábitat
Distribución Mediterránea, Macaronésica y Euroasiática. Abundante en los prados. Tiene preferencia por los prados frecuentados por el ganado cuyos suelos contienen elevadas concentraciones de nitrógeno. Hemicriptófito.

## Taxonomía
Poa bulbosa fue descrita por Carolus Linnaeus y publicado en Species Plantarum 1: 70. 1753.
Etimología
Poa: nombre genérico derivado del griego poa = (hierba, sobre todo como forraje).
bulbosa: epíteto latino que significa "con bulbo".
Citología
Número de cromosomas de Poa bulbosa (Fam. Gramineae) y táxones infraespecíficos: 
n=29. 2n=28, 42
Sinonimia
- Lista de sinónimos de Poa bulbosa[7]

## Nombre común
- Castellano: grama, grama cebollera, grama cebolluda, heno mínimo, junquillo, pluma rizada, poa bulbosa, poa de majadal.[8]